# 산피에트로아벨라나
산피에트로아벨라나(이탈리아어: San Pietro Avellana)는 이탈리아 몰리세주 이세르니아도의 코무네다. 캄포바소로부터 북서쪽 50km, 이세르니아로부터 북쪽으로 20km 거리에 있다.